# Heliophila pusilla
Heliophila pusilla är en korsblommig växtart som beskrevs av Carl von Linné d.y.. Heliophila pusilla ingår i släktet solvänner, och familjen korsblommiga växter.

## Underarter
Arten delas in i följande underarter:
- H. p. lanceolata
- H. p. macrosperma
- H. p. pusilla
- H. p. setacea